# 8911 Kawaguchijun
A 8911 Kawaguchijun (ideiglenes jelöléssel 1995 YA) a Naprendszer kisbolygóövében található aszteroida. Kobajasi Takao fedezte fel 1995. december 17-én.